# Otto Schmidt (Politiker, 1901)
Otto Schmidt (* 12. Dezember 1901 in Offenbach am Main; † 30. April 1945 in Hanshagen) war ein deutscher Politiker (NSDAP) und Jurist. Er war in den 1930er Jahren nationalsozialistischer Oberbürgermeister von Coburg und Bayreuth.

## Leben
Schmidt wurde als fünftes von sieben Kindern eines Eisenbahnoberingenieurs geboren. Er studierte an der Universität zu Frankfurt am Main Rechtswissenschaften.:S. 360 Die erste juristische Staatsprüfung legte er am 17. November 1923 in Frankfurt am Main ab. Die zweite große juristische Staatsprüfung folgte am 31. August 1927 vor dem Landesprüfungsamt in Berlin.:S. 457 Vom September 1927 bis August 1929 war Schmidt als Hilfsrichter am Amts- und Landgericht Meseritz tätig. Im Jahr 1929 promovierte er an der Ludwigs-Universität in Gießen mit dem Thema „Die Auswirkung der Sicherungsübereignung im Konkurs und in der Zwangsvollstreckung“. Im folgenden Jahr ließ er sich als Rechtsanwalt in Sommerfeld nieder, wo er zum 1. September 1931 der NSDAP beitrat (Mitgliedsnummer 617.315) und sich auch der SA anschloss.:S. 360
Nach der Zulassung als Rechtsanwalt in Bayern wechselte Schmidt Anfang 1932 nach Coburg und war dort als Redner und Rechtsberater für die NSDAP tätig. Durch die Förderung von Franz Schwede, dem ersten Bürgermeister Coburgs und bis Ende 1931 Kreisleiter der NSDAP, wurde er Kreisschulungsleiter, Gauredner und stellvertretender Kreisleiter.:S. 360
Am 26. Mai 1933 wurde Schmidt als Nachfolger von Franz Dehler zum Rechtsrat der Stadt gewählt und am 12. Juli 1933 wurde er nach der Entlassung der vier SPD-Stadtratsmitglieder außerdem Stadtrat. Am 27. Oktober 1933 wählte ihn der Stadtrat anstelle von Werner Faber zum zweiten Bürgermeister.:S. 122 Schließlich folgte er Schwede am 9. November 1934 als NSDAP-Kreisleiter und am 23. November als ehrenamtlicher, erster Oberbürgermeister.:S. 130 1934 ersetzte er Schwede als Mitglied des Deutschen Gemeindetages. Obwohl Schmidt die Befähigung zum höheren Verwaltungsdienst fehlte, wurde er schließlich am 22. März 1935 zum berufsmäßigen, ersten Bürgermeister ernannt.:S. 457
Im Juli 1937 stimmte der Bayreuther Stadtrat, auf Vorschlag des NSDAP-Gauleiters der Bayerischen Ostmark Fritz Wächtler, ohne Stellenausschreibung für Schmidt als Nachfolger des Bayreuther Oberbürgermeisters Karl Schlumprecht. Schon am 21. Februar 1938 erklärte Schmidt seinen Rücktritt, da zwei leitende Ärzte des städtischen Krankenhauses, die in der Partei als national unzuverlässig galten, auf Betreiben von Wächtler mit haltlosen Anschuldigungen verhaftet und durch SS-Ärzte ersetzt wurden. Am 1. Mai 1938 beendete er seinen Dienst in Bayreuth, um seinem Mentor Schwede nach Pommern zu folgen und zweiter Bürgermeister von Stettin zu werden.:S. 434–436
Schmidt war ab dem 2. Januar 1941 Oberbürgermeister von Schneidemühl:S. 437 und von 1943 bis 1945 Kreisleiter von Greifswald. Er wollte die kampflose Übergabe von Greifswald verhindern. Als er die Unterhändler traf, schoss er aus seinem Wagen auf einen sowjetischen Soldaten und wurde daraufhin am 30. April 1945 gegen 5 Uhr erschossen.:S. 190